# C14H20O
化学式C14H20O（摩尔质量：204.31 g/mol）可能指：
- 2-苯乙基环己醇，CAS号：36449-64-6
- 铃兰醛，CAS号：80-54-6 
  - (2R)-铃兰醛，CAS号：75166-31-3 
  - (2S)-铃兰醛，CAS号：75166-30-2
- 环泊酚（英语：Ciprofol），CAS号：1637741-58-2
- 波尼酮（荷兰语：Bornelon），CAS号：2226-11-1
- 苯辛酮（葡萄牙語：Caprilofenona），CAS号：1674-37-9
- α-戊基肉桂醇，CAS号：101-85-9

|  | 这个同类索引页列出了具有相同分子式的化学物（即同分異構體）条目。 除非您是有意链接至本页，否则应将相应条目的内部链接指向正确的条目。 |